# Hisashi Nogami
Hisashi Nogami (野 上恒?, Nogami Hisashi; Yawata, 1971) è un autore di videogiochi giapponese.
È il creatore e produttore delle serie Animal Crossing e Splatoon.

## Biografia
Nogami è nato a Yawata, nella prefettura di Kyoto, nel 1971. Si è laureato in "Design Deparment" alla Osaka University of Arts nell'aprile 1994 ed è stato assunto dalla compagnia videoludica Nintendo lo stesso anno, diventando il character designer di Super Mario World 2: Yoshi's Island per il Super Nintendo Entertainment System. Anni dopo Nogami produsse le serie videoludiche di Animal Crossing e Splatoon e diresse anche lo sviluppo del Canale Mii della Wii. Nel giugno 2019, dopo aver gestito per anni un gruppo di sviluppatori, venne promosso a "Deputy General Manager" nella filiale Nintendo Entertainment Planning & Development.

## Opere
| Anno | Videogioco                                           | Crediti            |
| ---- | ---------------------------------------------------- | ------------------ |
| 1995 | Super Mario World 2: Yoshi's Island                  | Character designer |
| 1995 | BS Zelda no Densetsu                                 | Game designer      |
| 1996 | Super Mario 64                                       | Artista 3D         |
| 1996 | Tetris Attack                                        | Relatore           |
| 1996 | Mario Kart 64                                        | Artista 3D         |
| 1997 | Yoshi's Story                                        | Artista 3D         |
| 1998 | Banjo-Kazooie                                        | Word swapping      |
| 2000 | Mario Artist: Talent Studio                          | Relatore           |
| 2001 | Animal Crossing                                      | Game director      |
| 2002 | Yoshi's Island: Super Mario Advance 3                | Supporto mappa     |
| 2004 | Yoshi's Universal Gravitation                        | Supervisore        |
| 2005 | Animal Crossing: Wild World                          | Game director      |
| 2006 | Yoshi's Island DS                                    | Supervisore        |
| 2006 | Canale Mii                                           | Game director      |
| 2006 | Wii Sports                                           | Supporto Mii       |
| 2006 | Wii Play                                             | Supporto Mii       |
| 2008 | Walk with me! - Scopri il tuo ritmo passo dopo passo | Supporto Mii       |
| 2008 | Animal Crossing: Let's Go to the City                | Game director      |
| 2009 | Tomodachi Collection                                 | Supporto Mii       |
| 2012 | WaraWara Plaza                                       | Game director      |
| 2013 | Tomodachi Life                                       | Supporto Mii       |
| 2015 | Splatoon                                             | Produttore         |
| 2015 | Animal Crossing: Happy Home Designer                 | Produttore         |
| 2015 | Animal Crossing: Amiibo Festival                     | Produttore         |
| 2016 | Animal Crossing: New Leaf - Welcome amiibo           | Produttore         |
| 2017 | Splatoon 2                                           | Produttore         |
| 2017 | Animal Crossing: Pocket Camp                         | Supervisore        |
| 2020 | Animal Crossing: New Horizons                        | Produttore         |
| 2022 | Splatoon 3                                           | Produttore         |